# Raoul Löbbert
Raoul Löbbert (* 1977 in Bonn) ist ein deutscher Journalist, Moderator und ehemaliger Chefkorrespondent der Beilage Christ und Welt der Wochenzeitung Die Zeit. Er lebt und arbeitet in Berlin.

## Leben und Wirken
Raoul Löbbert studierte an der Universität Bonn Sozialwissenschaften, Linguistik und Germanistik und beendete das Studium als Magister Artium (M.A.). Löbbert absolvierte zudem die katholische Journalistenschule Institut zur Förderung publizistischen Nachwuchses ifp und war dort später als Referent tätig. Er arbeitete bis 2010 in Bonn bei der römisch-katholischen Wochenzeitung Rheinischer Merkur. Zusammen mit Christiane Florin produzierte Löbbert auch für den Deutschlandfunk und gewann diverse Journalistenpreise. Er hatte Fernsehauftritte bei der Phoenix Runde und im Presseclub des WDR.
Im Juli 2024 begann Löbbert als Kulturredakteur bei Zeit Online zu arbeiten.
Löbbert ist Vater eines Sohnes.

## Auszeichnungen
- Ernst-Robert-Curtius-Förderpreis für Essayistik 2009
- Katholischer Medienpreis 2014
- Dietrich-Oppenberg-Medienpreis[13]